# Japón en los Juegos Olímpicos de Amberes 1920
Japón estuvo representado en los Juegos Olímpicos de Amberes 1920 por un total de 15 deportistas que compitieron en 4 deportes.  

## Medallistas
El equipo olímpico japonés obtuvo las siguientes medallas:
| Nombre                          | Deporte | Competición  |
| ------------------------------- | ------- | ------------ |
| Oro                             |         |              |
| —                               |         |              |
| Plata                           |         |              |
| Ichiya Kumagae                  | Tenis   | Individual M |
| Ichiya Kumagae Seiichiro Kashio | Tenis   | Dobles M     |
| Bronce                          |         |              |
| —                               |         |              |